# Pseudobagarius sinensis
Pseudobagarius sinensis es una especie de pez de la familia Akysidae en el orden de los Siluriformes.

## Distribución geográfica
Se encuentra en el Sudeste asiático: cuenca del río Mekong en Yunnan (China).